# Valea Dragului (gmina)
Valea Dragului – gmina w Rumunii, w okręgu Giurgiu. Obejmuje tylko jedną miejscowość Valea Dragului. W 2011 roku liczyła 3230 mieszkańców. 